# 科林·布莱克默
科林·布莱克默爵士（英語：Sir Colin Blakemore，1944年6月1日—2022年6月27日）是一位英国生物学家，牛津大学神经科学教授，专门研究视觉和大脑的发育，1979—2007年担任牛津大学韦恩弗雷特生理学教授，2009年当选中国工程院外籍院士。